# Abaurrepea/Abaurrea Baja
Abaurrepea/Abaurrea Baja (baskisch Abaurrepea, spanisch Abaurrea Baja) ist ein Ort und eine Gemeinde im baskischsprachigen Teil der Autonomen Gemeinschaft Navarra mit 29 Einwohnern (Stand: 2024).

## Lage
Abaurrepea/Abaurrea Baja liegt etwa 52 Kilometer ostnordöstlich von Pamplona nahe der Grenze zwischen Frankreich und Spanien in einer Höhe von ca. 855 m. Die Gemeinde gehört zum Tal von Aezkoa.

## Sehenswürdigkeiten

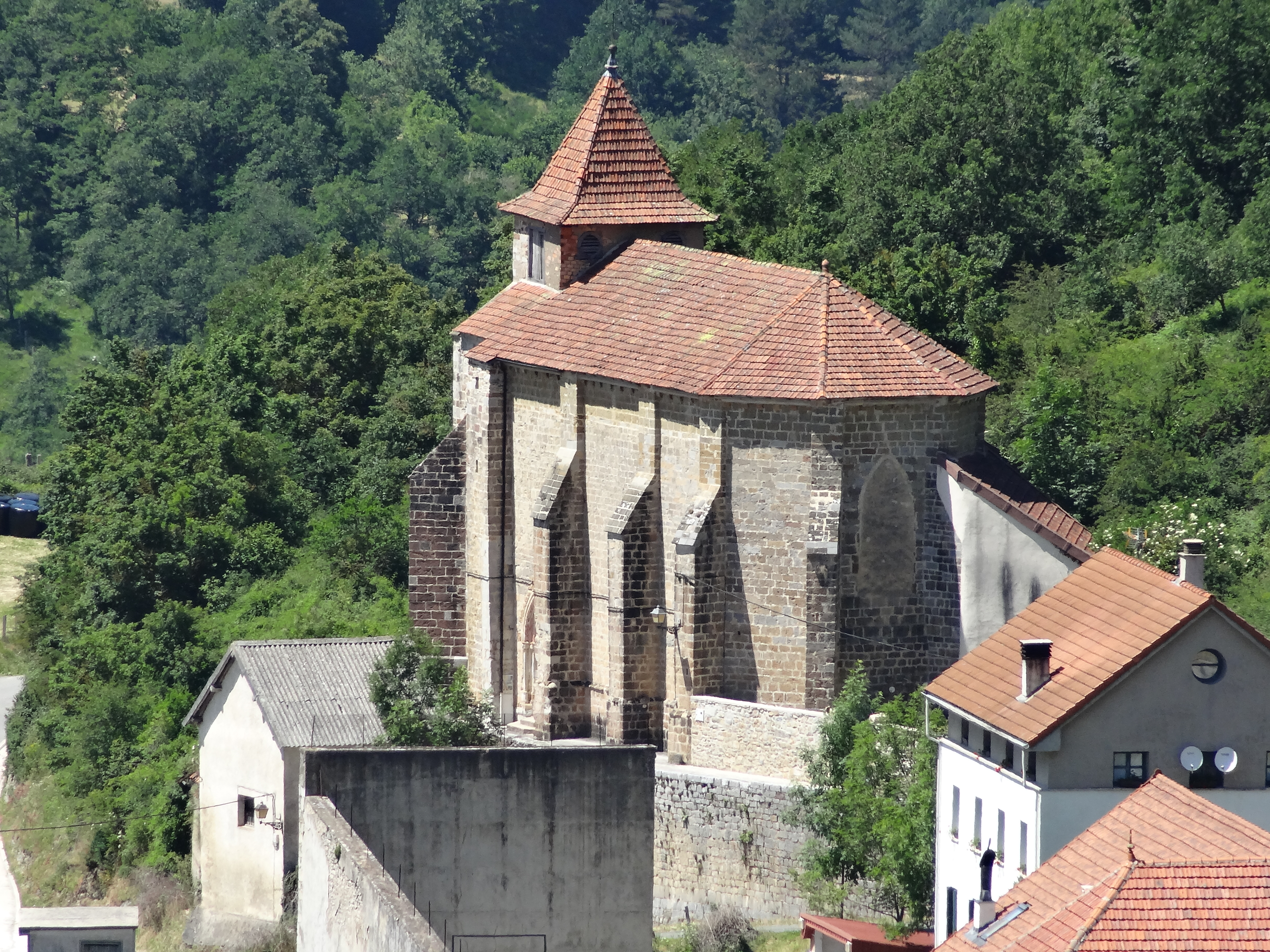
Martinskirche

- Martinskirche